# 蓮華寺 (京都市左京区)
蓮華寺（れんげじ）は京都市左京区にある天台宗の寺院。山号は帰命山（きみょうざん）。近世初期に造営された池泉鑑賞式庭園によって知られる。

## 概要
蓮華寺は鴨川源流のひとつの高野川のほとり、比叡山を間近に望む、上高野の地にある。しかし、もとは七条塩小路（現在の京都駅付近）にあった西来院という時宗寺院であり、応仁の乱に際して焼失したものを江戸時代初期の寛文2年（1662年）に、加賀前田藩の家臣、今枝近義が再建したものである。
上高野は、かつて近義の祖父、重直の庵があった土地であった。重直は、美濃国出身の武士で、豊臣秀次に仕えた後、加賀前田家に招かれた。晩年に至って得度し、宗二（そうじ）居士と号して、詩書や絵画、茶道に通じた文人として草庵を結んだ。また、仏道への帰依の念も深く、上高野の地に寺院を建立することを願っていたが、果たせずして寛永4年（1627年）に死去した。近義が蓮華寺を造営したのは、祖父の願いに応え、菩提を弔うためと考えられている。
上述のように、蓮華寺の起源である西来院は本来は時宗寺院であった。しかし、近義による再建に際して実蔵坊実俊（じつぞうぼうじっしゅん）という比叡山延暦寺の僧が開山として招かれたことから、比叡山延暦寺を本山とし、延暦寺実蔵坊の末寺のひとつとして天台宗に属する寺院となった。また、蓮華寺という寺号は、当寺の寺地が、恵心僧都が発願建立した同名の天台宗廃寺の跡地であったことに由来する。
蓮華寺の造営にあたって、詩人・書家で詩仙堂を造営した石川丈山、朱子学者の木下順庵、狩野派画家の狩野探幽、黄檗宗の開祖である隠元隆琦や第二世の木庵性瑫らが協力したことが、天和元年（1681年）付の黒川道祐の「東北歴覧之記」（『近畿游覧誌稿』所収）に記されている。また、天明6年（1786年）の「拾遺都名所図会」には境内図が描かれている。上述のような文人たちの協力を得て造営されたことにより、蓮華寺は黄檗宗の様式の建築と江戸初期の池泉鑑賞式の典型ともいえる庭園をもつ寺院となった。

## 境内
山門
創建当時の山門が今日も残されており、山門を入ると庫裏まで延びる石畳の参道が目に入ってくる。
鐘楼
桧皮葺・宝形の屋根と格子状の側面をもつ、禅風の様式による建築物。釣鐘には「黄檗二世 木庵瑫山僧」の銘が刻まれており、宇治萬福寺と同じ形式である。
石仏群
山門を入ってすぐ、左手には約300体といわれる石仏群が居並んでいる。これらは京都市電河原町線の敷設工事に際して発掘されたものである。河原町周辺はかつて鴨川の河原で、戦災や天災による死者や刑死者の屍が打ち捨てられる遺棄葬の場であった。そうした死者を弔うための石仏群が、鴨川の氾濫によって埋没していたものが工事によって掘り起こされ、供養されているのがこの石仏群である。これらの石仏群はいずれも大日如来像で、中央には地蔵菩薩像が配されている。
土蔵
参道右手にある（非公開）。1872年（明治5年）の学制まで、男女共学の寺子屋の教場として使われていた形跡が残されている。

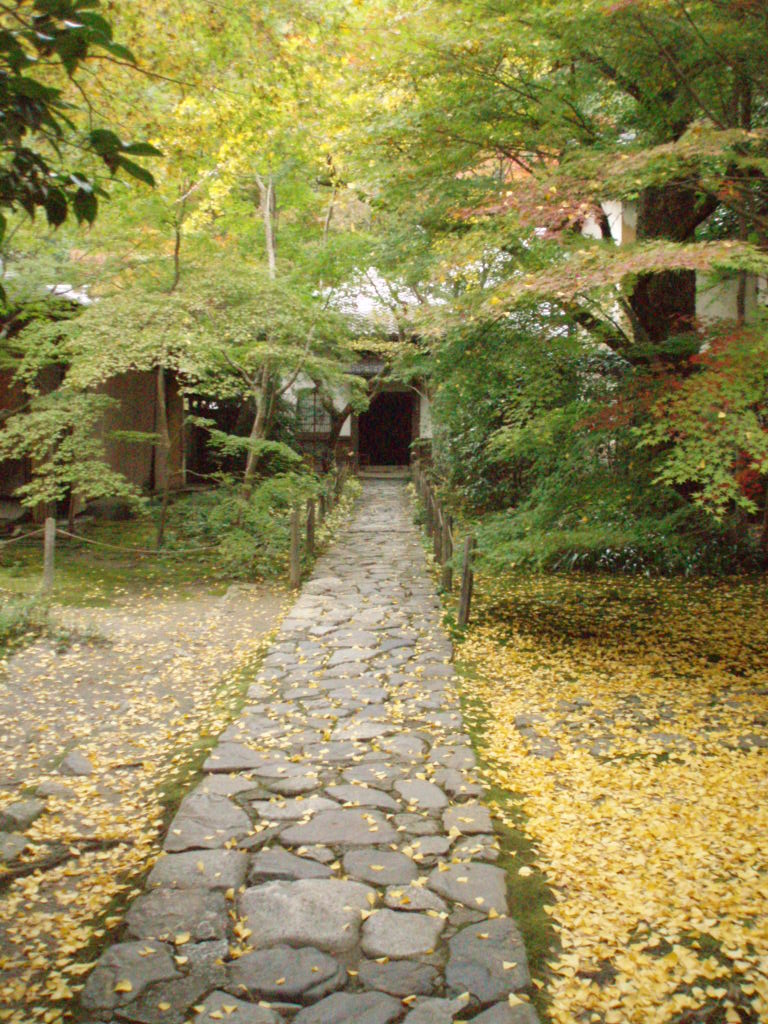
山門から境内を望む（正面は庫裏）
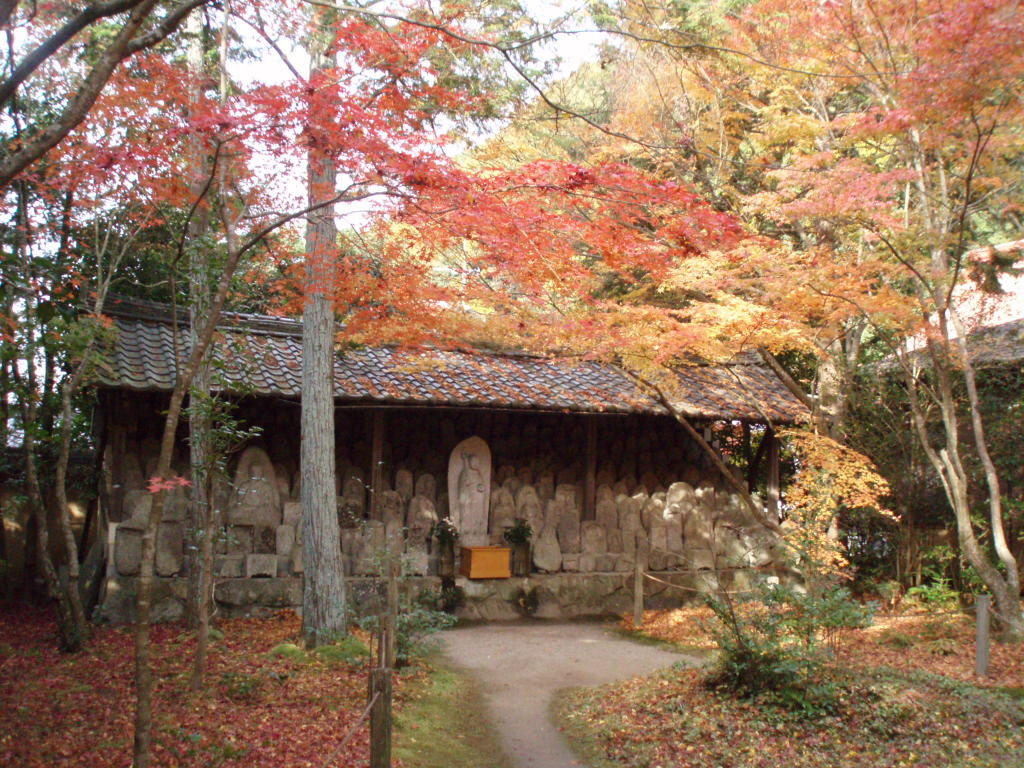
石仏群
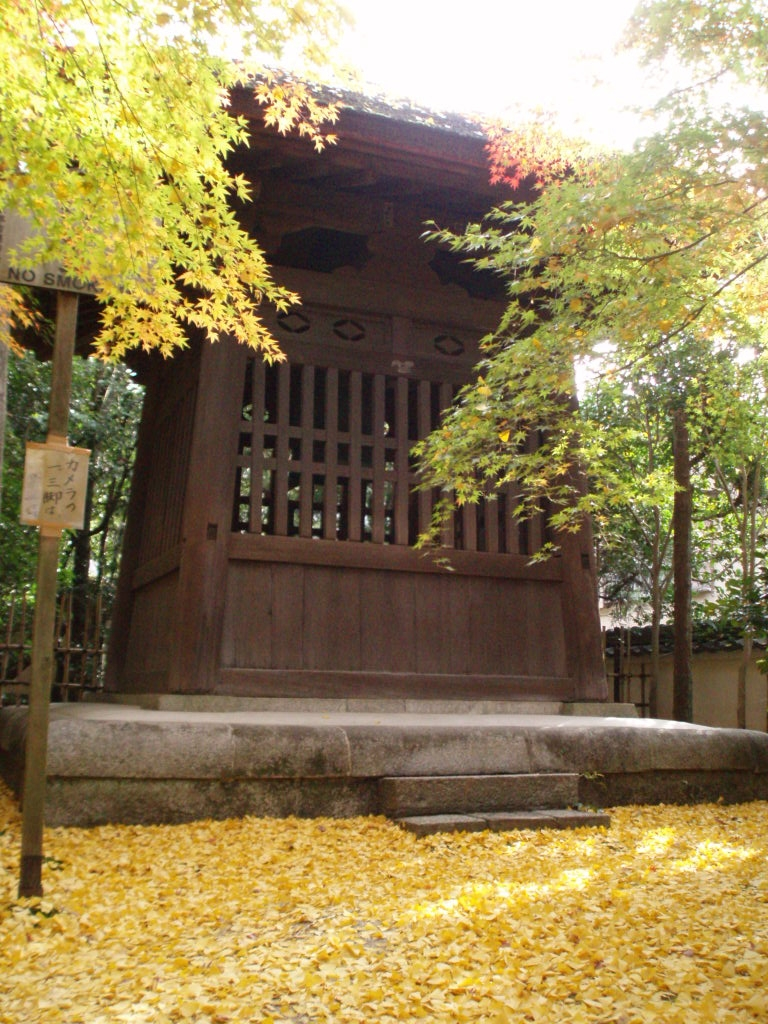
鐘楼
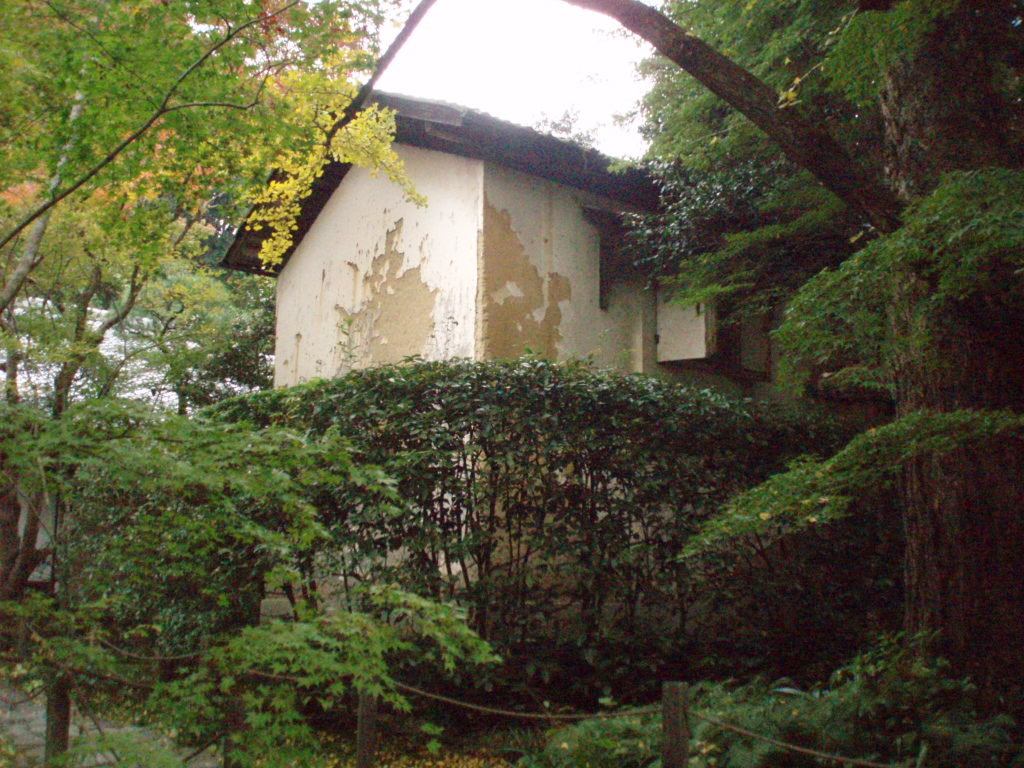
土蔵

### 庭園
参道正面を行き当たると書院と一体化した庫裏がある。庫裏内に設けられた拝観受付から書院に入るには、日常の宗教行事のすべてが行われている阿弥陀三尊が安置された小部屋を通る。

#### 池泉鑑賞式庭園
庭園は書院の東に築造されており、東向きに開けた書院から庭園を一望することが出来る。この庭園は再建期の寛文年間の作と考えられており、実蔵坊文書の記録や作庭様式から裏付けられるが、庭園の造営者の名は不明である。
丈山説は、丈山の筆による寺額が本堂に掲げられていることや、丈山81歳の時に、狩野探幽に重直の像を描かせ、讃の筆をとったことから起こった説と考えられているが、丈山の讃は重直の来歴と武功のことしか触れておらず、庭園には全く言及がない。また、庭園の手法や様式が丈山のものではありえないことから誤りである。遠州説についても、造営の年代（寛文年間〈1661～1673年〉）には遠州は故人（正保4年〈1647年〉没）である。遠州は加賀藩の文化政策に関係があり、弟子筋の人物が加賀藩のために造園を行っていることから、遠州に所縁のある人物の作庭という可能性はあるが、作風が相違している。日本庭園史家の重森三玲は、丈山説および遠州説をいずれも誤りとして斥け、当寺第一祖である実蔵坊実俊に庭園趣味があり、実蔵坊の庭園も実蔵坊第一祖の実善という人物が作庭していることや、様式や年代から、実蔵坊実俊の作庭であるとしている。
庭園は浄土式庭園の形式に従い、池の対岸に浄土を描いており、こうした浄土式庭園は池の周囲を巡り歩くことを想定して作庭されることから池泉回遊式庭園と呼ばれるが、蓮華寺の庭園は規模も小さく、書院からの鑑賞を旨とした池泉鑑賞式の庭園であるとともに蓬莱の姿を具象化せしめた蓬莱山水としての様式も備えている。

#### 庭園の造形

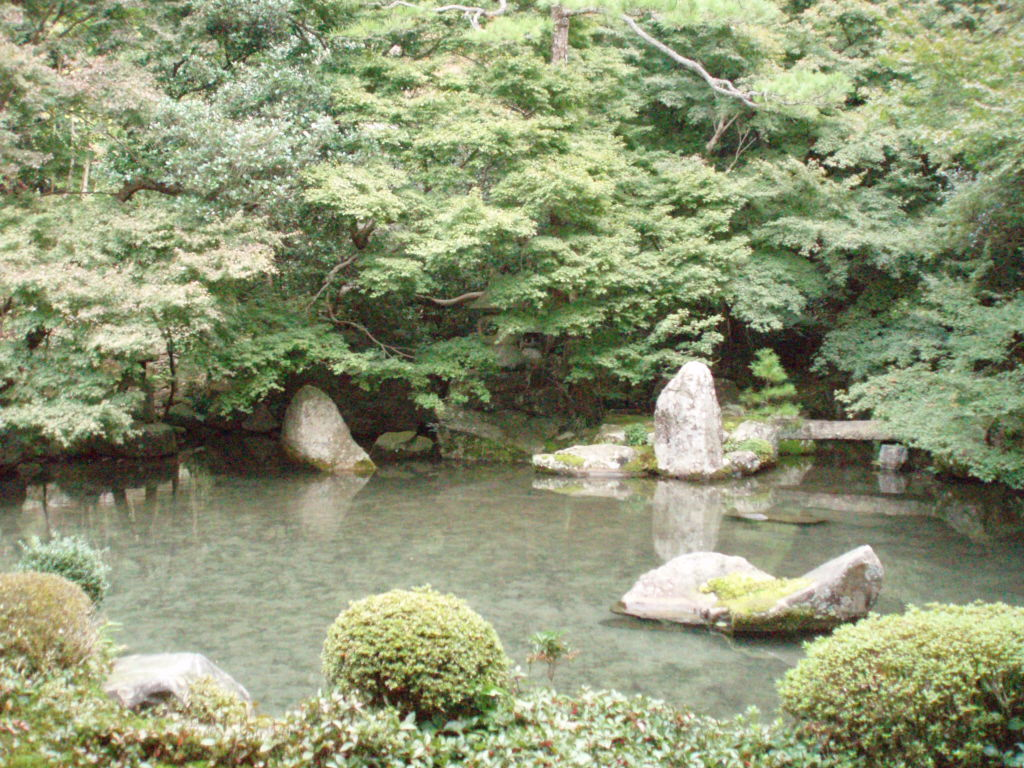
蓮華寺庭園の池泉

庭園の奥には池の水源となる水量の豊かな湧水があり、高野川上流から引き込まれた用水を今日に至るまで使い続けている。この用水は、江戸時代の前期に京都代官であった五味藤九郎という人物によって開削されたものである。かつて湧水に作られていた瀧組は今日では荒廃してしまっているが、瀧組のあったあたりから湧水を導いた池が庭園の中心にある。池は「水」の字の形に作られており、「水字形」と呼ばれるものである。池の右手前には舟石（ふないし）と呼ばれる、舟をかたどった石が配されている。舟石を置く庭園は稀少であるが、舟石を置く庭園のほとんどでは出舟の形があしらわれているのに対し、蓮華寺の舟石は入舟の形をしている点でさらに珍しいものとなっている。出舟とは、向こう岸に理想郷（浄土）を見出し、彼岸を想念させるものであって、平等院庭園のような浄土教的思想に立脚する庭園の造形である。それに対し、入舟は浄土を此岸に見出す思想を表すものである。
池の左前方には亀島と鶴石がある。大ぶりな岩石で組まれた亀島には、唐人帽丸形と呼ばれる石灯籠が据えられ、石橋で岸と繋げられている。現存するのは亀の頭部に相当する亀頭石のみであり、手や足にあたる石組は荒廃により失われた。亀島のの側面によりそうように立てられた立石によって鶴の姿があらわすのが、鶴石である。回遊式庭園と鑑賞式庭園の双方の特徴を備え、かつ桃山時代風の鶴亀蓬莱庭園の特徴を備える当寺の庭園は江戸時代初期の庭園の様式をよくあらわしている。
亀島の左後方には、蓬萊山の姿を岩組みによって描く蓬莱石組が築かれている。この蓬莱石組には今枝重直の一代記が刻まれた石碑が建てられており、木下順庵の撰文、丈山の篆額を伝える刻銘がある。石碑の土台は、亀と麒麟の合体した姿をかたどる石組みである。古代中国の思想によれば、亀は地上の支配を、麒麟は天空の支配をそれぞれ意味するものとされ、両者の合体した姿は宇宙全体の姿となる。そうした点から、この石碑の周囲の造作は、石碑の未来永劫の存続を願うものと解される。蓬莱山の右側奥手には、亀島にあるのと同型で半分ほどの大きさの丸型灯籠が置かれ、奥行きを感じさせるための工夫がなされている。

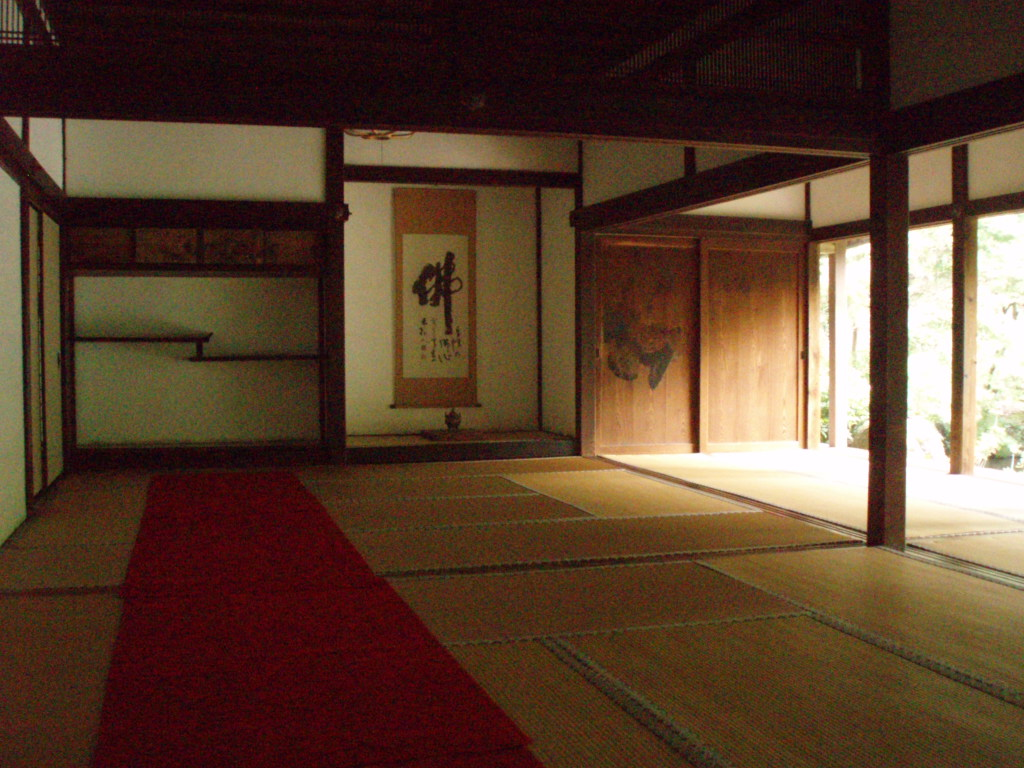
書院内部
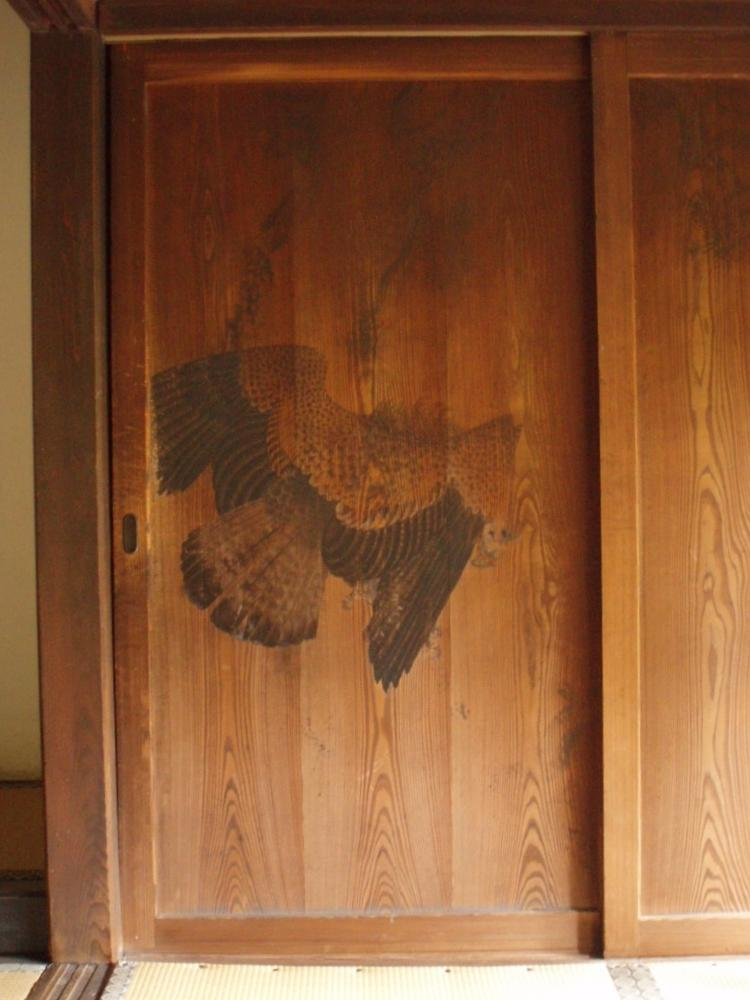
鷲の杉戸絵
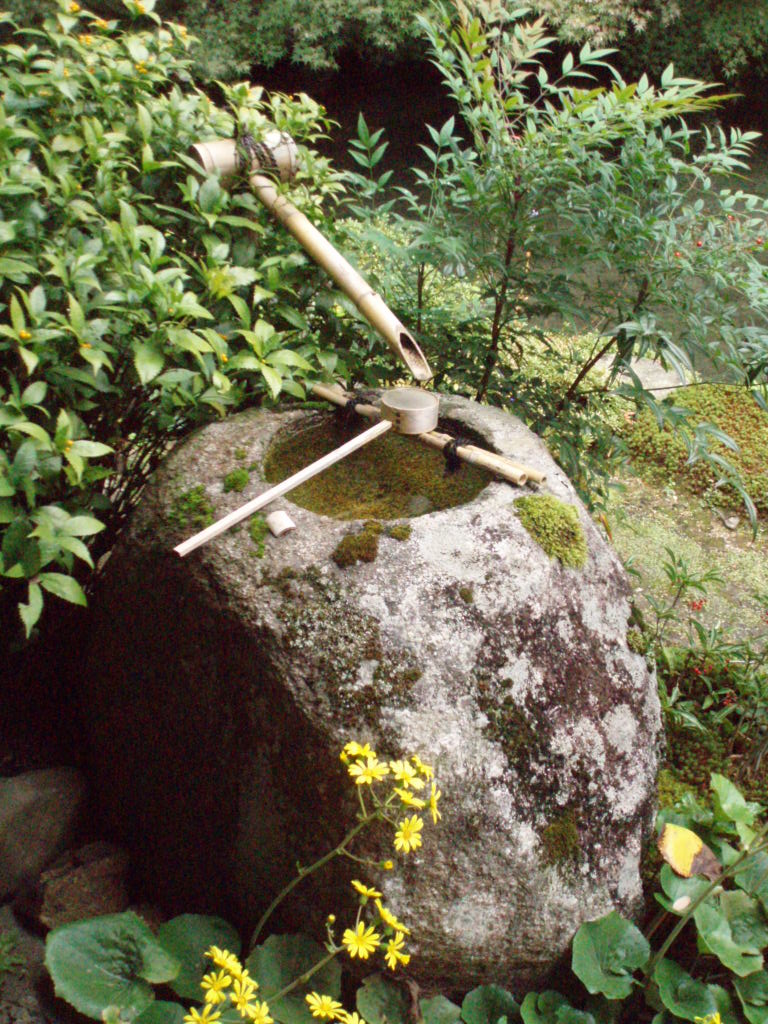
書院東縁のつくばい
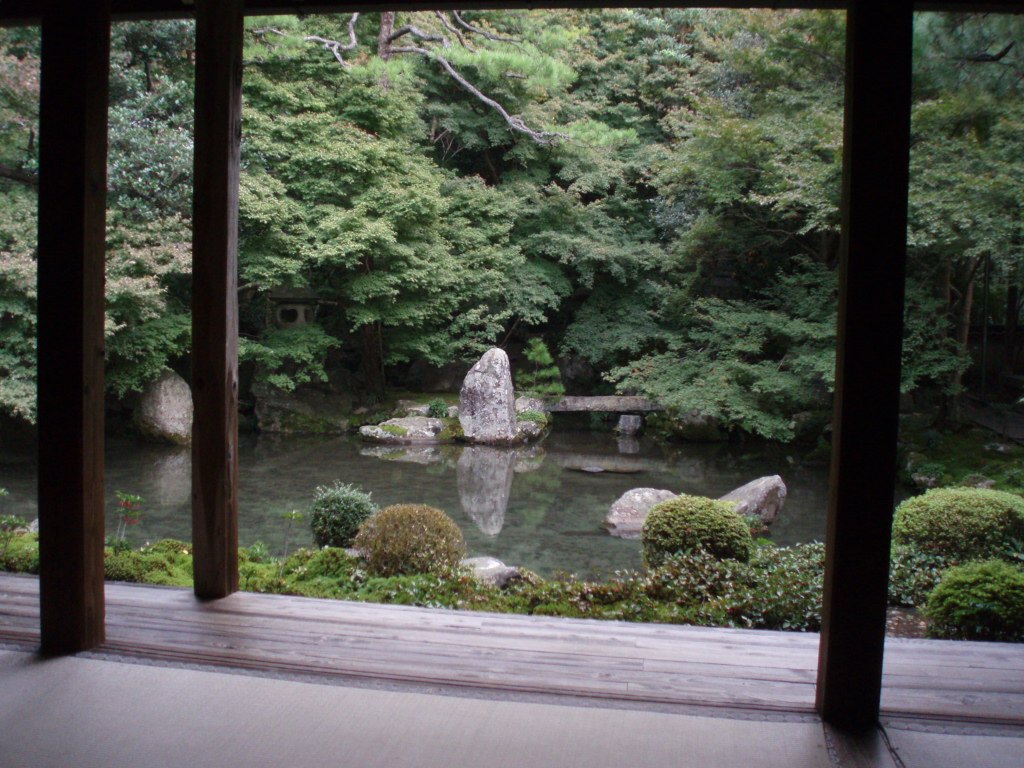
書院内から見た庭園

### 本堂

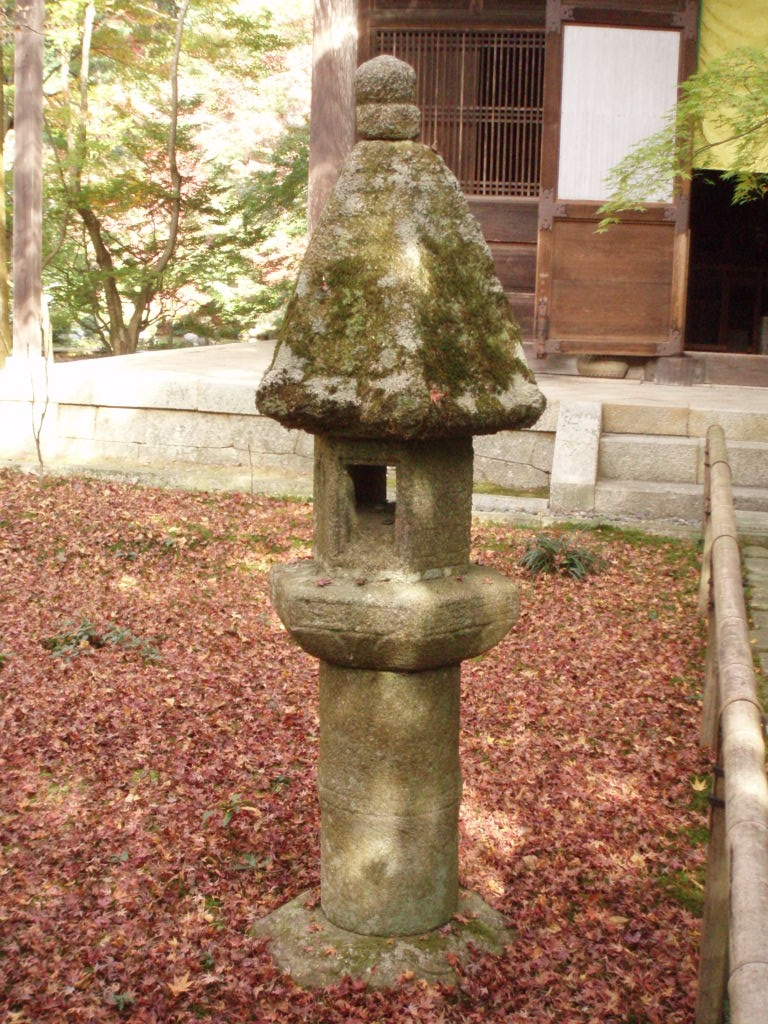
灯籠

書院から右手に見えるのが本堂である。本堂の正面は、書院から見て裏側にあたり、蓮華寺形灯籠として知られる2基の灯籠が佇んでいる。蓮華寺形灯籠は、六角形で蓮弁を薄肉彫した基礎の上に丸竿が立ち、中央部のやや膨らんだ中台は蓮弁のある六角形で唐草文があしらわれている。六角形の火袋には前後に四角の穴を穿ち、笠は急勾配の長めで九段の葺地を表し、頂上に宝珠が乗った独特の形をしており、江戸中期以降の日本庭園で愛好された形式の本家であり、茶人たちに好まれたという。
本寺は天台宗の寺院であるが、造営に黄檗宗僧が関わったこともあり、本堂の様式は全く黄檗宗のそれである。本堂入り口には石川丈山の筆による寺額が掲げられている。堂内中央の須弥壇には螺鈿厨子に収められた本尊・釈迦如来像が安置されている。螺鈿厨子の来歴は寺よりも古く、明朝初期の中国製のものであり、加賀藩が輸入したものであると推定される。本尊左側には上品下生印（来迎印）を結んだ阿弥陀如来像が安置されている。像本体は鎌倉時代の作であるが、台座と光背は江戸時代に作られたものである。本尊右側にも螺鈿厨子が置かれ、秘仏として不動明王が安置されている。
天井には、かつて狩野探幽が描いたとされる龍の図があったが、明治期に失われ、1978年（昭和53年）に仏師の西村公朝によって復元された。

## 寺宝
- 東塩小路蓮華寺文書
- 今枝重直像（狩野探幽筆）[29]
- 庭園古絵図（狩野探幽筆）

他に重要文化財の紙本著色山王霊験記2巻（室町時代、今枝近義寄進）があったが、第二次大戦後に寺の所蔵を離れ、現在は和泉市久保惣記念美術館の所蔵となっている。

## 年中行事
- 1月1日 - 3日：御年始
- 3月23日：春季彼岸会
- 8月13日 - 16日：盂蘭盆会
- 8月24日：施餓鬼
- 9月22日：秋季彼岸会
- 11月24日：十夜・天台大師会

## アクセス
- 京都駅より 京都バス17系統または18系統（土曜休日のみ運行） 乗車46分
- 京都市営地下鉄烏丸線「国際会館駅」より 京都バス19系統 乗車5分

いずれも「上橋」（かんばし）バス停下車徒歩すぐ
- 叡山電鉄叡山本線 三宅八幡駅下車 徒歩10分

## 注
1. ↑  山号よみがなは、安井・角野[1997: 66]による
2. 1 2  重森[1975: 205-206]
3. 1 2 3  安井・角野[1997: 67]
4. ↑  重森[1975: 205]。まれに重直を近義の父とする文献（例えば平凡社[1979: 116]）があるが誤りである（家臣人名事典編纂委員会編[1988: 199-200]）。
5. 1 2 3 4 5 6  重森[1936: 34]
6. ↑  重森[1975: 206]
7. 1 2  平凡社[1979: 116]
8. ↑  “東北歴覧之記”. 『近畿游覧誌稿』.  国立国会図書館デジタルコレクション. pp. 47. 2012年4月27日閲覧。
9. ↑  “蓮華寺図会”. 『拾遺都名所図会』.  平安京都名所図会データベース（国際日本文化研究センター）. 2009年10月25日閲覧。および、
“帰命山蓮華寺”. 『拾遺都名所図会』.  平安京都名所図会データベース（国際日本文化研究センター）. 2009年10月25日閲覧。
10. 1 2  重森[1975: 205-206]、安井・角野[1997: 71-72]
11. ↑  安井・角野[1997: 68]
12. 1 2 3 4  安井・角野[1997: 69]
13. ↑  安井・角野[1997: 70]
14. ↑  安井・角野[1997: 70、72]
15. ↑  重森[1975: 206-207]
16. 1 2 3 4  [重森 1971: 90-91]
17. 1 2  重森[1975: 207]
18. ↑  安井・角野[1997: 71-72]
19. 1 2 3 4 5  重森[1936: 35]
20. 1 2 3 4 5  小埜[2003: 122]
21. ↑  中根[1999: 148]
22. 1 2 3 4 5 6  安井・角野[1997: 72]
23. ↑  安井・角野[1997: 71]
24. 1 2  安井・角野[1997: 73]
25. ↑  重森[1936: 37-38]
26. ↑  安井・角野[1997: 73-74]
27. ↑  重森[1975: 206]
28. 1 2 3  安井・角野[1997: 74]
29. ↑  “今枝重直像”.   国立歴史民俗博物館. 2023年5月25日閲覧。
30. ↑  紙本著色山王霊験記　2巻（1917年〈大正6年〉4月5日指定、重要文化財〈絵画〉）、国指定文化財等データベース（文化庁） 2023年5月25日閲覧。

## 文献
- 重森 三玲、1936、『江戸時代初期　1』、有光社〈日本庭園史図鑑第8巻〉
- －、1971、『江戸初期の庭　４』、白川書院〈日本庭園史大系第17巻〉
- －、1975、『京の庭を巡る』、白川書院
- 中根 金作、1999、『京都名庭百選』、淡交社 ISBN 4473016579
- 安井 攸爾・角野 康夫、1997、『蓮華寺』、淡交社〈京の古寺から18〉 ISBN 4473015548
- 平凡社（編）、1979、『京都市の地名』、平凡社〈日本歴史地名大系27〉
- 家臣人名事典編纂委員会（編）、1988、『三百藩家臣人名事典』第3巻、新人物往来社 ISBN 4404015038
- 小埜 雅章（監修）、2003、『京の庭師と歩く京の名庭　世界遺産8庭をはじめ京の寺社40庭を紹介』、平凡社〈別冊太陽〉 ISBN 4-582-94450-7